# 腐花豆蔻
腐花豆蔻（学名：Amomum putrescens），为姜科豆蔻属下的一个植物种。